# Eleccions legislatives malteses de 1981
Les Eleccions legislatives malteses de 1981 es van celebrar el 12 de desembre de 1981. Va guanyar el Partit Nacionalista en nombre de vots, però els laboristes aconseguiren més escons per constituència, i el seu cap Dom Mintoff fou nomenat primer ministre.

## Resultats
Resum dels resultats electorals de 12 de desembre de 1981 a la Cambra de Diputats de Malta
|                                                                                         | Partit Nacionalista Partit Nazzjonalista | 114.113 | 50,9  | 31 | - |
|                                                                                         | Partit Laborista Partit Laburista        | 109.990 | 49,1  | 34 | - |
|                                                                                         | Total (participació 94,1%)               | 224.151 | 100.0 | 65 |   |
| Font: «Malta Elections». Arxivat de l'original el 2005-12-31. [Consulta: 15 juny 2009]. |                                          |         |       |    |   |